# Olasz képregények magyarul
Magyarul megjelent olasz képregénysorozatok, egyedi képregények.

## Önálló kiadványban, sorozatban

### Sorozatok
| Magyar cím                   | Eredeti cím           | Évek      | Kiadó                   | Kötet | Megjegyzés                                                |
| ---------------------------- | --------------------- | --------- | ----------------------- | ----- | --------------------------------------------------------- |
| Árvák                        | Orfani                | 2019-     | GooBo                   | 2     | Maximum Bonelli 1, 8                                      |
| Corto Maltese                | Corto Maltese         | 1999      | Total Productions       | 1     | Velencei mese - a sorozatcím nincs feltüntetve a címlapon |
| Dampyr                       | Dampyr                | 2007-2008 | Fumax                   | 6     |                                                           |
| Dampyr                       | Dampyr                | 2016-     | Frike Comics            | 8     |                                                           |
| Dampyr különszám             | Dampyr Speciale       | 2019-     | Frike Comics            | 1     |                                                           |
| Diabolik                     | Diabolik              | 2018-     | Anagram Comics          | 13    | Plusz egy gyűjteményes kötet                              |
| Diabolik extra               | Diabolik              | 2019-     | Anagram Comics          | 1     |                                                           |
| Dragonero                    | Dragonero             | 2018-     | GooBo                   | 10    | Frike a 10. résztől                                       |
| Dragonero legendák           | Dragonero Speciale    | 2020-     | GooBo                   | 1     |                                                           |
| Dylan Dog                    | Dylan Dog             | 2014-     | Fumax/Frike Comics      | 10    | Frike az 5. résztől                                       |
| Dylan Dog különszám          | Dylan Dog             | 2014      | Fumax                   | 1     | újranyomás Frike, 2018                                    |
| Dylan Dog & Dampyr különszám | Dylan Dog & Dampyr    | 2018      | Frike                   | 1     |                                                           |
| Geronimo Stilton             | Geronimo Stilton      | 2010-2017 | Cartaphilus             | 10    |                                                           |
| Geronimo Stilton riporter    | Geronimo Stilton      | 2020-     | Vad Virágok Könyvműhely | 2     |                                                           |
| Greystorm                    | Greystorm             | 2020-     | GooBo                   | 1     | Maximum Bonelli 9                                         |
| Lilith                       | Lilith                | 2019-     | GooBo                   | 2     | Maximum Bonelli 5, 7                                      |
| Lukas                        | Lukas                 | 2020-     | GooBo                   | 1     | Maximum Bonelli 10                                        |
| Martin Mystère               | Martin Mystère        | 2019-     | GooBo                   | 1     | Maximum Bonelli 6                                         |
| Mercurio Loi                 | Mercurio Loi          | 2019-     | GooBo                   | 2     | Maximum Bonelli 4, 11                                     |
| Morgan Lost                  | Morgan Lost           | 2018-     | Frike Comics            | 5     |                                                           |
| Morgan Lost/Dylan Dog        | Morgan Lost/Dylan Dog | 2019-     | Frike Comics            | 1     |                                                           |
| Nathan Never                 | Nathan Never          | 2019-     | GooBo                   | 1     | Maximum Bonelli 3                                         |
| Suttogó Szél                 | Magico Vento          | 2019-     | GooBo                   | 2     | Maximum Bonelli 2, Suttogó Szél 1                         |
| Tea Stilton                  | Tea Stilton           | 2011-2012 | Cartaphilus             | 2     |                                                           |
| Tex                          | Tex                   | 2020-     | Frike Comics            | 2     |                                                           |
| W.I.T.C.H.                   | W.I.T.C.H.            | 2002-2010 | Egmont                  | 135   |                                                           |
| Zagor                        | Zagor                 | 2019-     | Anagram Comics          | 3     |                                                           |

### Egyedi képregények
| Magyar cím                  | Eredeti cím                | Szöveg                             | Rajz                                | Év   | Kiadó               | Megjegyzés               |
| --------------------------- | -------------------------- | ---------------------------------- | ----------------------------------- | ---- | ------------------- | ------------------------ |
| Coney Island                | Coney Island               | Gianfranco Manfredi                | Giuseppe Barbati                    | 2021 | Anagram Comics      |                          |
| Don Bosco története         | Storia di Don Bosco        | Teresio Bosco                      | Alarico Gattia                      | 2020 | Don Bosco kiadó     |                          |
| Egy ködös kisváros          | Le nebbie di Boisbonnard   | Fabrizio Accatino                  | Eleonora de Nanni                   | 2020 | Nero Blanco Comix   |                          |
| A játékszer                 | Il gioco                   | Milo Manara                        | Milo Manara                         | 2007 | Sombrero            | Angol címe: The Click    |
| Karamell                    | Il profumo dell'invisibile | Milo Manara                        | Milo Manara                         | 2007 | Sombrero            |                          |
| Képes poéma                 | Poema a fumetti            | Dino Buzzati                       | Dino Buzzati                        | 1981 | Magvető             |                          |
| Magyar rapszódia            | Rapsodia ungherese         | Vittorio Giardino                  | Vittorio Giardino                   | 2019 | Frike Comics        |                          |
| Muzsik                      | Mugiko                     | Gianfranco Manfredi                | Pedro Mauro                         | 2020 | Nero Blanco Comix   |                          |
| Az összetört szív balladája | Ballad of the broken heart | Andrea Amenta & Stefano Cardoselli | Stefano Cardoselli                  | 2020 | Frike Comics        |                          |
| Pandora szeme               | Gli occi di Pandora        | Vincenzo Cerami                    | Milo Manara                         | 2008 | Sombrero            |                          |
| Szerelem utolsó látásra     | Poema a fumetti            | Dino Buzzati                       | Dino Buzzati                        | 2005 | Nyitott Könyvműhely | a Képes poéma új kiadása |
| A végzet türelme            | La pazienza del destino    | Paola Barbato                      | Giovanni Freghieri                  | 2019 | Nero Blanco Comix   |                          |
| Visszatérés Berlinbe        | Ritorno a Berlino          | Pablo Morales                      | Pablo Morales és Davide de Cubellis | 2020 | Nero Blanco Comix   |                          |

## Antológiákban, magazinokban

### Sorozatok antológiákban, lapokban
| Sorozat                            | Eredeti cím     | Magyar közlés helye                  |
| ---------------------------------- | --------------- | ------------------------------------ |
| Atomino                            | ua.             | Pajtás                               |
| Bob Crockett                       | ua.             | Pepita Kockás és Fekete-Fehér Kockás |
| Corto Maltese                      | ua.             | Fekete-Fehér Kockás                  |
| Dilibill                           | Cocco Bill      | Hahota                               |
| Druuna                             | ua.             | Krampusz                             |
| Fejezetek a Vadnyugat történetéből | Storia del West | Füles                                |
| Ivan Timbrovic                     | ua.             | Krampusz                             |
| Lupo Alberto                       | ua.             | Krampusz                             |
| Menő Manó                          | La Linea        | Menő Manó                            |
| Miele                              | Candid Camera   | Krampusz                             |
| Mister No                          | Mister No       | Krampusz                             |
| Nic Ponza                          | Nic Cometa      | Népsport                             |
| Nílus                              | Nilus           | Krampusz                             |
| Pinky                              | ua.             | Hahota, Kockás                       |
| Potemkin páncélos visszatér        | Piccolo Lenin   | Krampusz                             |
| Sztrippi                           | Strippy         | Füles                                |
| Tex                                | ua.             | Menő Manó                            |
| Történetek a Vadnyugat hőskorából  | Storia del West | Magyar Ifjúság                       |
| Wheeling                           | (Fort) Wheeling | Krampusz                             |

### Egyedi képregények antológiákban, lapokban
| Cím                                | Eredeti cím                    | Szöveg                  | Rajz                    | Magyar közlés helye | Megjegyzés                   |
| ---------------------------------- | ------------------------------ | ----------------------- | ----------------------- | ------------------- | ---------------------------- |
| (cím nélkül)                       |                                | Milo Manara             | Milo Manara             | Falomlás antológia  |                              |
| A bölény                           | Il bisonte                     | Paolo Eleuteri Serpieri | Paolo Eleuteri Serpieri | Menő Manó           |                              |
| A mézháború                        | La battaglia del miele         | Fabrizio Del Tessa      | Fabrizio Del Tessa      | Menő Manó           |                              |
| Alkony                             | Crepuscolo                     | Roberto Bonadimani      | Roberto Bonadimani      | Metagalaktika       |                              |
| Anyhia az amazon                   | Anyhia l'amazzone              | Roberto Bonadimani      | Roberto Bonadimani      | Vampi               |                              |
| Az a finom borzongás               | Quel brivido sottile           | Vittorio Giardino       | Vittorio Giardino       | Menő Manó           |                              |
| Hol van Laura?                     | Dov'e' Laura                   | Giancarlo Berardi       | Ivo Milazzo             | Krampusz            |                              |
| Kártyaember                        | Quattro dita (L'uomo di carta) | Milo Manara             | Milo Manara             | Krampusz            |                              |
| King Kong - Egy király New Yorkban | King Kong                      | Guido Buzzelli          | Guido Buzzelli          | Kockás              | először franciául jelent meg |
| Marilyn                            | Marilyn                        | Guido Buzzelli          | Guido Buzzelli          | Menő Manó           |                              |
| Vásárlás a TV-ben                  | Shopping in television         | Davide Fabbri           | Davide Fabbri           | Menő Manó           |                              |